# عبدالرقيب الشرماني
عبدالرقيب الشرماني سياسي يمني هو وزير المياه والبيئة في حكومة الإنقاذ الوطني برئاسة عبد العزيز بن حبتور التابعة للمجلس السياسي الأعلى في سلطة صنعاء منذ 10 نوفمبر 2018.